# Скринлайф
Screenlife, или скринлайф (от англ. screen life — жизнь на экране) — формат киноповествования (визуального сторителлинга), где все события фильма происходят полностью на экране компьютера, планшета или смартфона. Ключевым популяризатором формата является режиссёр и продюсер Тимур Бекмамбетов.

## Особенности формата
В скринлайф-видео всё, что видит зритель, — это рабочий стол компьютера или смартфона и действия, которые с помощью этого устройства совершает главный герой: просмотр файлов, браузинг в Интернете, звонки по Zoom или Skype, сообщения в мессенджерах и т. п. Фильмы в формате скринлайф снимаются с помощью компьютера или смартфона, используя технологии записи экрана и камер GoPro (и других портативных камер), имитирующих камеры устройств.
Скринлайф неверно называть жанром кино, так как сами скринлайф-фильмы выходят в разных жанрах: хоррор, триллер, комедия и т. п. Более верно указывать скринлайф как новый формат сторителлинга (так как экран компьютера или смартфона как визуального средства применяется в журналистике, рекламе, обучающих роликах и т. д.).
В манифесте Тимур Бекмамбетов выделяет три правила съемки фильма в формате «скринлайф»:
1. Единство места действия

Действие происходит на экране компьютера, принадлежащего одному герою и никогда не выходит за пределы экрана. При этом размер экрана (то есть границы кадра) остаются неизменными. Появление новых визуальных элементов имеет рациональное объяснение и соответствует форматам жизни в виртуальном пространстве: зритель должен постоянно осознавать, где именно происходит действие в данный момент. Операторская работа стилизована под работу камеры цифрового гаджета.
2. Единство времени
События разворачиваются в режиме реального времени. Фильм собран с помощью покадрового монтажа без каких-либо видимых переходов (как будто снят одним непрерывным дублем). Монтаж выходит на первый план, оттесняя процесс написания сценария (нет необходимости записывать каждое движение курсора). «Фильм рождается в процессе монтажа»,- это высказывание никогда не было более актуальным.
3. Единство звука
Все звуки в фильме исходят от компьютера. Их происхождение всегда можно рационально объяснить; зритель всегда должен понимать, откуда берется музыкальная дорожка.
Формат «скринлайф» интересен тем, что режиссер получает уникальную возможность исследовать психику персонажа через его взаимодействие с виртуальной реальностью. Даже нерешительное замирание курсора при написании сообщения указывает на эмоциональное состояние героя. Эта революция в кинематографическом повествовании сравнима, например, с изобретением «потока сознания» в литературе, который позволил читателю заглянуть в поток мыслей и чувств героя, а не просто наблюдать за его действиями.

## История
Кинематографисты впервые обратились к формату скринлайф в 2010-х годах, когда распространение компьютеров, мобильных устройств и Интернета стало оказывать всё большее влияние на повседневную жизнь. Скринлайф берёт свои истоки и продолжает традиции иммерсивного кино и псевдодокументалистики популярных форматов found footage (Ведьма из Блэр) и «мокьюментари» (Паранормальное явление). Однако эксперименты с сочетанием классического формата киносъемки и демонстрации десктопов с интерфейсами начали активно появляться ещё в 2000-х годах. Уже в фильме Влюблённый Тома зритель видит только то, что показано на экране компьютера главного героя Тома Тома, причём сам главный герой в кадре не появляется (слышен лишь его голос). А, например, фильм ужасов The Collingswood Story активно использует кинематографический прием найденной пленки, где почти все, что происходит на экране, воспроизводится через веб-камеры главных героев.
Некоторые элементы применения скринлайфа можно найти в Ночном Дозоре и Дневном Дозоре Тимура Бекмамбетова.
Первым сериалом, снятым полностью в формате screenlife, был сериал The.Scene, снятый в 2004—2006 годах и рассказывающий о компьютерном пиратстве. Сериал включает два сезона, по 20 эпизодов каждый. Длина серии в первом сезоне 15-20 мин, во втором — 5 мин.
Первым короткометражным фильмом, снятым полностью в формате screenlife, был дебют канадских студентов в 2013 году под названием Noah, в котором все действия разворачиваются в компьютерных приложениях.
Ключевую роль в распространении нового формата сыграл российский режиссёр и продюсер Тимур Бекмамбетов, который спродюсировал первый полнометражный скринлайф-фильм Убрать из друзей (Unfriended) в 2014 году (режиссёр — Леван Габриадзе). Он первым добился коммерческого успеха для скринлайф-фильма: при бюджете в $1 млн долл Убрать из друзей собрал в прокате $64 млн долл.
Самым успешным образчиком формата на сегодняшний день является спродюсированный Бекмамбетовым скринлайф-триллер Поиск. Главные роли в нём исполнили американские актёры Джон Чо и Дебра Мессинг, а режиссёром выступил Аниш Чаганти (Взаперти с Сарой Полсон). Фильм рассказывает историю отца (герой Чо), который расследует исчезновение дочери, взламывая её компьютер. Фильм получил приз зрительских симпатий на кинофестивале Сандэнс и собрал в мировом прокате свыше 75 млн долларов при бюджете около 700 тыс. У фильма также высокий рейтинг на сайте Rotten Tomatoes.
В 2018 Бекмамбетов впервые выступил режиссером screenlife-фильма Профиль (во всех предыдущих проектах он выступал как продюсер) — политического триллера о вербовке исламским террористом онлайн британской журналистки. Фильм получил приз зрительских симпатий в программе «Панорама» Берлинского кинофестиваля и фестиваля SXSW в США. Права на дистрибуцию приобрела американская студия Universal, в мае 2021 года фильм вышел в мировой прокат.
В 2019 году вышел первый сериал в формате скринлайф — сериал о зомби-апокалипсисе Dead of Night — для просмотра на смартфонах в приложении Snapchat. Продюсером выступил Тимур Бекмамбетов. Проект собрал свыше 14 млн просмотров в первый месяц релиза. В 2020 году вышел второй сезон.
В июне 2020 года Тимур Бекмамбетов подписал соглашение с Universal Pictures на производство пяти картин в формате скринлайфа.
В октябре 2020 года СМИ сообщили, что Бекмамбетов продюсирует новый блокбастер в формате скринлайф, в главных ролях которого снимаются американские актёры Ева Лонгория и Айс Кьюб.
В 2021 году Тимур Бекмамбетов и Игорь Цай представили на кинофестивале Сандэнс свою новую скринлайф-работу R#J — экспериментальную романтическую драму, которая адаптирует под современный мир историю любви Ромео и Джульетты в формате скринлайфа. R#J был также представлен на кинофестивале SXSW, где он выиграл Adobe Editing Award.
В марте 2021 года студия Базелевс Тимура Бекмамбетова попала в список самых инновационных компаний мира по версии американского издания Fast Company за применение технологий съемки в формате скринлайф.
В 2021 году на SXSW также показали вертикальный мини-сериал iBible: Swipe Righteous — современный пересказ библейских сюжетов на экране смартфона.
В марте 2021 года СМИ сообщали о съёмках скринлайф-комедии #fbf с участием Эшли Джадд.
В июне 2021 года СМИ сообщили о съёмках нового голливудского скринлайф-триллера Resurrected (реж. Егор Баранов) с Дэйвом Дэвисом («Диббук») в главной роли. Действие фильма развернется в недалеком будущем, в котором Ватикан научился воскрешать людей.

### Россия
Первым полнометражным скринлайф-фильмом на русском языке стала трэш-комедия Романа Каримова Днюха!, которая вышла в прокат в 2018 году и по сюжету похожа на Мальчишник в Вегасе, но все действия происходят на экранах гаджетов.
В декабре 2020 года вышла интерактивная комедия в формате скринлайф Игрок, в которой снялись Гоша Куценко, Мария Шукшина, Александр Робак и другие. По сюжету главный герой (Куценко), оставшись под Новый год без работы и в долгах, решает сыграть в онлайн-покер, чтобы заработать денег и спасти брак с женой. Фильм был выпущен на интерактивной платформе, где зрители могли сыграть вместе с главным героем.
В сентябре 2021 года вышел первый российский скринлайф-триллер «Я иду играть» молодого режиссёра Анны Зайцевой. Фильм посвящен серии загадочных смертей подростков в провинциальном городе. Фильм был выбран единственным представителем от России на крупный международный фестиваль фильмов ужасов, триллеров и остросюжетного кино Fantasia в Канаде.
Одним из первых опытов скринлайф в российских сериалах стал проект Света с того света, снятый Максимом Пежемским (Мама, не горюй!) для ТНТ.
Бум скринлайфа в России случился в год пандемии — было выпущено около 10 сериалов: Нагиев на карантине с Дмитрием Нагиевым (ТНТ Premier), #СидЯдома (ТНТ Premier) с Александром Робаком, Безумие (Кинопоиск) режиссёра Александра Молочникова с Кристиной Асмус и Ингеборгой Дапкунайте, Все вместе (Okko), Безопасные связи от Константина Богомолова (START), Изоляция с Юрием Колокольниковым (IVI), комедийный сериал Окаянные дни Семёна Слепакова (Кинопоиск), В маске шоу с Филиппом Киркоровым и Мариной Федункив (СТС). Эти сериалы были сняты в формате Zoom-конференции, поэтому их нельзя считать полноценными скринлайф-проектами. Среди «карантинных» проектов также выделяется спродюсированный студией Базелевс вертикальный мини-сериал Взаперти (Оkko) с Анной Чиповской и Дмитрием Ендальцевым и мини-сериал Алиса (2020) об отношениях таксиста и голосовой помощницы Яндекса, в котором присущи элементы скринлайфа.
В 2018 году в России вышел первый документальный проект в формате screenlife — вертикальный веб-сериал 1968.DIGITAL Михаила Зыгаря, Карена Шаиняна и Тимура Бекмамбетова. Это история реального героя 1968 года, рассказанная через экран смартфона, который мог бы у него быть. Габриэль Гарсиа Маркес пишет свой роман в Заметках на телефоне, у группы Битлз есть чат в WhatsApp, Энди Уорхол постит фотографии со своих выставок в Инстаграм, Мик Джаггер выкладывает будущие хиты в Soundcloud, Гагарин переписывается и постит фотографии во ВКонтакте. Бекмамбетов и Зыгарь адаптировали проект на английский язык и выпустили его в США вместе с BuzzFeed под название Future History: 1968.

### Другие страны
В конце 2020 года Бекмамбетов заключил соглашение с сооснователем кинокомпании Graphic India Шарадом Девараджаном и гендиректором индийской медиакомпании Reliance Entertainment на создание оригинальных индийских фильмов в формате скринлайф.

## Формат съемки
Если в обычных фильмах приходится уделять много внимания месту съемок, декорациям и построению сцены, то в скринлайфе съемочной площадкой выступает рабочий стол компьютера, а декорациями — файлы, папки и картинка на заставке. Здесь важны не только движения героя в кадре, но и перемещение его курсора, потому как именно на нем концентрируется внимание зрителя.
Главное отличие постпродакшена традиционного и screenlife-кино в сроках, необходимых для монтажа картины. В среднем на монтаж Screenlife-фильмов уходит 6-9 месяцев, для обычного фильма уходит 1.5-3 месяца. Продолжительность постпродакшена компенсируется более коротким по сравнению с традиционным кино производственным периодом (например, «Поиск» сняли за 13 дней).
Для оформления экрана девайса обычно используют screencasting software, а для натуральной съемки — камеру GoPro. Актерам часто нужно быть в роли оператора, чтобы передать жизнь в кадр.

## Премии и достижения
- 2014: Убрать из друзей — самый инновационный фильм по версии Fantasia Film Festival.
- 2018: Поиск — приз зрительских симпатий кинофестиваля Сандэнс 2018 (программа NEXT) и Премия Альфреда Слоуна.
- 2018: Профиль — приз зрительских симпатий Берлинского кинофестиваля (программа Panorama).
- 2018: Профиль — приз зрительских симпатий кинофестиваля SXSW
- 2020: R#J — специальный приз за монтаж Adobe Editing Award кинофестиваля SXSW.

## Фильмография

### Художественные фильмы
| Фильм                     | Название в оригинале   | Режиссёр                                          | Год            |
| ------------------------- | ---------------------- | ------------------------------------------------- | -------------- |
| Влюблённый Тома           | Thomas est amoureux    | Пьер-Поль Рендер                                  | 2000           |
| История Колингсвуда       | The Collingswood Story | Майк Констанца                                    | 2002           |
| Пропавшая Меган           | Megan Is Missing       | Майкл Гои                                         | 2011           |
| Парашютист                | Skydiver               | Юджин Котляренко                                  | 2010           |
| З/Л/О                     | V/H/S                  | Мэттью Беттинелли, Дэвид Брукнер, Тайлер Джиллетт | 2012           |
| Смерть в сети             | The Den                | Захари Донохью                                    | 2013           |
| Убрать из друзей          | Unfriended             | Леван Габриадз                                    | 2014           |
| Открытые окна             | Open Windows           | Начо Вигалондо                                    | 2014           |
| Крыса                     | Ratter                 | Бранден Крамер                                    | 2015           |
| Взломать блогеров         |                        | Максим Свешников                                  | 2016           |
| Лицом к лицу              | Face 2 Face            | Мэт Торонто                                       | 2016           |
| Заразный дом              | Sickhouse              | Ханна Макферсон                                   | 2016           |
| Убрать из друзей: Даркнет | Unfriended: Dark Web   | Стивен Саско                                      | 2018           |
| Поиск                     | Searching              | Аниш Чаганти                                      | 2018           |
| Профиль                   | Profile                | Тимур Бекмамбетов                                 | 2018           |
| Хост                      | Host                   | Роб Саваж                                         | 2020           |
| Скоро увидимся            | C U Soon               | Махеш Нараянан                                    | 2020           |
| Отрыв                     | Spree                  | Юджин Котляренко                                  | 2020           |
| Инсайдеры                 | Insiders               |                                                   |                |
| Ромео и Джульетта         | R#J                    | Кэри Уильямс                                      | 2021           |
| Возрождённые              | Resurrected            | Егор Баранов                                      | 2023           |
| #fbf                      | #fbf                   | Илисса Гудман                                     | в производстве |
| Без названия              | Untitled               |                                                   | в производстве |
| Пропавшая без вести       | Missing                | Уилл Меррик, Ник Джонсон                          | 2023           |
| Война миров               | War of the Worlds      | Рич Ли                                            | 2025           |

### Документальные фильмы
| Название                      | Режиссёры/Продюсеры                            | Год  |
| ----------------------------- | ---------------------------------------------- | ---- |
| Transformers: The Premake     | Kevin B. Lee                                   | 2014 |
| Future History: 1968          | Тимур Бекмамбетов, Михаил Зыгарь, Карен Шаинян | 2018 |
| The Invention of Chris Marker | Matan Tal                                      | 2020 |
| iBible: Swipe Righteous       | Тимур Бекмамбетов, Мажд Нассиф                 | 2021 |

### Короткометражные фильмы
- The Sick Thing That Happened to Emily When She Was Younger, часть V/H/S (2012)
- Noah (2013)
- Internet Story (2011)
- 2088 (2021)
- Love in Isolation (2021)

### Сериалы

#### США
- Сцена (2004)
- Интернет-терапия (2011—2015)
- Dead of Night (2019—2020) 2 сезона
- Американская_семейка (сезон 6, эпизод 16: «Соединение потеряно», 2015)
- Геймбои (2020)
- Постановка (2020—2023)

#### Россия
- Света с того света (2018—2021)
- Истории карантина (2021)
- Подвиг (2019)
- Нагиев на карантине (2020)
- #СидЯдома (2020)
- Беезумие (2020)
- Все вместе (2020)
- Безопасные связи (2020)
- Изоляция (2020)
- Окаянные дни (2020)
- #вмаскешоу (2020)
- Взаперти (2020)
- Алиса (2020)
- Зона комфорта (2020)
- Психологини на карантине (2020)
- Удалёнка (2020)
- Я иду играть (2021)

### Телевидение
- Connection Lost (2015), эпизод 16 из шестого сезона из Modern Family

### Музыкальные клипы
- Tanir & Tyomcha — Da Da Da (2020)